# Arrondissement Saint-Jean-d'Angély
Arrondissement Saint-Jean-d'Angély je francouzský arrondissement ležící v departementu Charente-Maritime v regionu Poitou-Charentes. Člení se dále na 7 kantonů a 115 obcí.

## Kantony
- Aulnay
- Loulay
- Matha
- Saint-Hilaire-de-Villefranche
- Saint-Jean-d'Angély
- Saint-Savinien
- Tonnay-Boutonne